# Petronella (Film)
Petronella ist ein in deutsch-schweizerischer Gemeinschaftsproduktion entstandener Stummfilm aus dem Jahre 1927 von Hanns Schwarz mit Maly Delschaft und Wilhelm Dieterle in den Hauptrollen.

## Handlung
Wallis im Jahre 1801, zu Beginn der napoleonisch-französischen Erhebungen gegen Europa. Die französische Soldateska stößt auf ihrem Vormarsch bei dem Dorf Brunegg auf unerwarteten Widerstand. Alle Einheimischen, selbst Frauen und Kinder, erwehren sich tapfer der welschen Angreifer. Bei hohen Verlusten tragen sie einen unerwarteten Sieg davon. Pia Schwiek, eine besonders tapfere Kämpferin, sieht, wie ihr Ehemann auf den Barrikaden gegen die Übermacht fällt. Auch der junge Josmarie Seiler hat einen schweren Verlust zu ertragen, er verliert im Kampfgetümmel seinen Vater, den alten Waffenschmied des Dorfes. Zu allem Unglück verschwindet dann auch noch der Glücksbringer der Gemeinde, eine Glocke, die nach dem lokalen Schutzheiligen "Petronella" genannt wurde. Zwei seit der Schlacht verschwundene Bauern hatten sie zuvor in den Bergen in ein Versteck gebracht, damit die Glocke nicht in die Hände des Feindes fallen möge, was sicherlich großes Unheil über Brunegg gebracht hätte. Nur weiß niemand genau, wohin.
Dann kommt das Unheil doch, denn die „Petronella“ bleibt verschwunden: Eine Epidemie kostet mehreren Dörflern das Leben, wogegen selbst die Wunderheilerin Tschäderli nichts auszurichten vermag. Pia Schwiek, nunmehr Witwe, steht als „Siegerpreis“ im Mittelpunkt eines Wettbewerbs zweier Männer, Josmarie (in den Pia schon seit geraumer Zeit verliebt ist) und der stämmige Großbauer Fridolin, die beide um die junge Frau buhlen. Dabei geschieht gleich das nächste Unglück: Im Zweikampf zwischen den Leitkühen gewinnt zwar Fridolin das Duell, doch seine Freude daran währt nicht allzu lang. Denn inmitten des stürmischen Getümmels verletzt sich Fridolin mit dem eigenen Messer tödlich. Daraufhin wird Josmarie laut Beschluss des Gemeinderats des Ortes verwiesen, mit der Androhung, dass man ihn bei Rückkehr umbringen würde. Josmarie irrt in den Bergen umher und findet dabei in der Felsspalte einer Schlucht die vermisste „Petronella“. Mit der Glocke im Arm wagt Josmarie die Rückkehr ins Dörfli und wird angesichts seines gesegneten Mitbringsels ebenso rasch begnadigt wie er verbannt wurde. Nun steht einer Ehe zwischen ihm und Pia nichts mehr im Wege.

## Produktionsnotizen
Petronella entstand im Juli und August 1927 in den UFA-Ateliers in Neubabelsberg (Innenaufnahmen) und in der Schweiz (Außendrehs in Arolla, Evolène, Les Haudères, Les Collons und Alp Praz-Gras). Der Sechsakter mit einer Länge von 3116 passierte am 11. Oktober 1927 die Zensur und wurde für die Jugend freigegeben. Die Uraufführung erfolgte am 21. November 1927 im Berner Splendid-Kino. Nach der Zürcher Erstaufführung zwei Tage darauf erfolgte am 28. November 1927 die deutsche Erstaufführung in Berlin.
Die Bauten stammen aus der Hand von Uwe Jens Krafft, die Kostüme wurden von Professor C. R. Reiner entworfen. Eigil Wangøe zeichnete für die Standfotos verantwortlich. Der Ehemann Marlene Dietrichs, Rudolf Sieber, war bei dieser Produktion einer von zwei Aufnahmeleitern.
Im Jahre 1931 wurde eine auf 2570 Meter heruntergekürzte Tonfassung in die (Schweizer) Kinos gebracht.
Der Autor der Romanvorlage, Johannes Jegerlehner (1871–1937), zugleich Co-Produzent des Films, war hauptberuflich Gymnasialprofessor in seiner Heimatstadt Bern.
Die zentrale Schlachtenszene zu Beginn des Films wurde bei Arolla gedreht. Dafür wurden etwa 300 Statisten, die man unter den ortsansässigen Bauern und Jegerlehners Gymnasiasten rekrutierte, aufgeboten. Um das benötigte Filmmaterial (Technik, Requisiten, Kostüme, Kameras etc.) auf die nicht befahrbare Alp Praz-Graz zu transportieren, wurden 52 Maultiere benötigt.

## Einschätzung und Kritik
In Hervé Dumonts Die Geschichte des Schweizer Films heißt es: „In Einstellungswechseln, Plastizität der Kompositionen und Präzision der Montage entfaltet Schwarz dabei Gespür für Raum und spannende Dynamik: der Vormarsch der Franzosen im Kugelhagel, die unsichtbaren Bergler, die im Hinterhalt von ihren Frauen mit Munition versorgt werden, das Durcheinanders des vom Pulverdampf verhängten Zusammenstosses – kurz, verschiedene, brillant aufgezogene Szenerien verleihen Petronella eine visuelle Note von echter Qualität. (…) Die ‚anspruchsvollen‘ Presseleute und Zuschauer anerkennen einhellig die ausgezeichnete Machart des Werkes … und die löblichen Anstrengungen der Helvetia, den Klischees und schwärmerischen Auswüchsen des landläufigen Bergfilms zu entgehen, indem Melodram durch Legende und Künstlichkeit durch einfache und nüchterne Darstellung ersetzt wird.“
„Theatralisch-melodramatische Literaturverfilmung aus der Stummfilmzeit, mit grandiosen Landschaftsaufnahmen.“